# آینتو
آینتو (به اسپانیایی: Aineto) یک منطقهٔ مسکونی در اسپانیا است که در استان اوئسکا واقع شده‌است. آینتو ۴۲ نفر جمعیت دارد و ۹۹۸ متر بالاتر از سطح دریا واقع شده‌است.